# Irans præsident
Siden shahen blev styrtet i 1979, har Iran været en republik. Irans præsident udøver ikke alle de funktioner, der normalt tilkommer et statsoverhoved. Ifølge forfatningen er han underordnet den religiøse leder, som bliver valgt af Ekspertforsamlingen. Mens præsidenten varetager en række udadrettede funktioner, herunder også i forhold til udlandet, er det den religiøse leder, der udøver kontrollen over de væbnede styrker, sikkerhedsapparatet og væsentlige udenrigspolitiske spørgsmål.
Præsidentens rolle blev ændret gennem en forfatningsændring, hvor man også fjernede premierministerposten for så at lægge den sammen med præsidentposten.
Den iranske præsident bliver valgt gennem et nationalt valg, hvor alle kan deltage, efter at de her opnået en bestemt alder. Der er dog visse begrænsninger for, hvem der kan stille op. Alle kandidater skal godkendes af Vogternes Råd. Denne proces regnes for at være en måde, hvorpå man kan sikre, at præsidentkandidaterne overholder forfatningen og ikke bryder de islamiske traditioner. Kun meget få kandidater bliver normalt godkendt. I 1997 blev for eksempel kun 4 ud af 238 kandidater godkendt af rådet. Ingen kvinde er til dato blev godkendt.
Valget sker for en periode på fire år, og der kan kun ske genvalg én gang.
Ifølge den iranske forfatning skal man, hvis den iranske præsident dør, træder tilbage eller på anden måde viger sædet, oprette et Præsidentråd, som så regerer landet, indtil der igen kan holdes valg.
Præsidenten er leder af rådet for kulturel revolution og leder af det nationale sikkerhedsråd.

## Iranske præsidenter
- Abolhassan Banisadr – præsident fra januar 1980 til han ufrivilligt trådte tilbage i juni 1981.
- Mohammad Ali Rajai – valgt til præsident den 2. august 1981 efter Banisadrs afgang og snigmyrdet den 30. august samme år.
- Ali Khamenei – valgt til præsident i oktober 1981, genvalgt i 1985.
- Akbar Hashemi Rafsanjani – valgt til præsident i august 1989 og genvalgt i 1993 hvor han sad på posten til januar 1997.
- Mohammad Khatami – valgt til præsident i 1997, genvalgt i 2001.
- Mahmoud Ahmadinejad – valgt til præsident den 24. juni 2005.
- Hassan Rohani – valgt til præsident den 14. juni 2013.
- Ebrahim Raisi – valgt til præsident den 18. juni 2021.
- Mohammad Mokhber – fungerende præsident den 19. maj 2024.
- Masoud Pezeshkian – valgt til præsident den 5. juli 2024.